# ESC Moskitos Essen
Les ESC Moskitos Essen sont un club professionnel allemand de hockey sur glace basé à Essen. Il a évolué à différents échelons du championnat Allemand jusqu'en 2010-2011, saison depuis laquelle il stagne en Oberliga.

## Historique
Le club est créé en 1935. Depuis 2005, il joue en 2. Bundesliga .

### Palmarès
- Vainqueur de la 2. Bundesliga: 1999.
- Vainqueur de l'Oberliga: 2004.